# Ranten
Ranten ist eine Gemeinde mit 1115 Einwohnern (Stand 1. Jänner 2025) im Gerichtsbezirk bzw. Bezirk Murau in der Steiermark. Mit 1. Jänner 2015 wurde im Rahmen der Gemeindestrukturreform in der Steiermark die vormals eigenständige Gemeinde Rinegg eingemeindet.

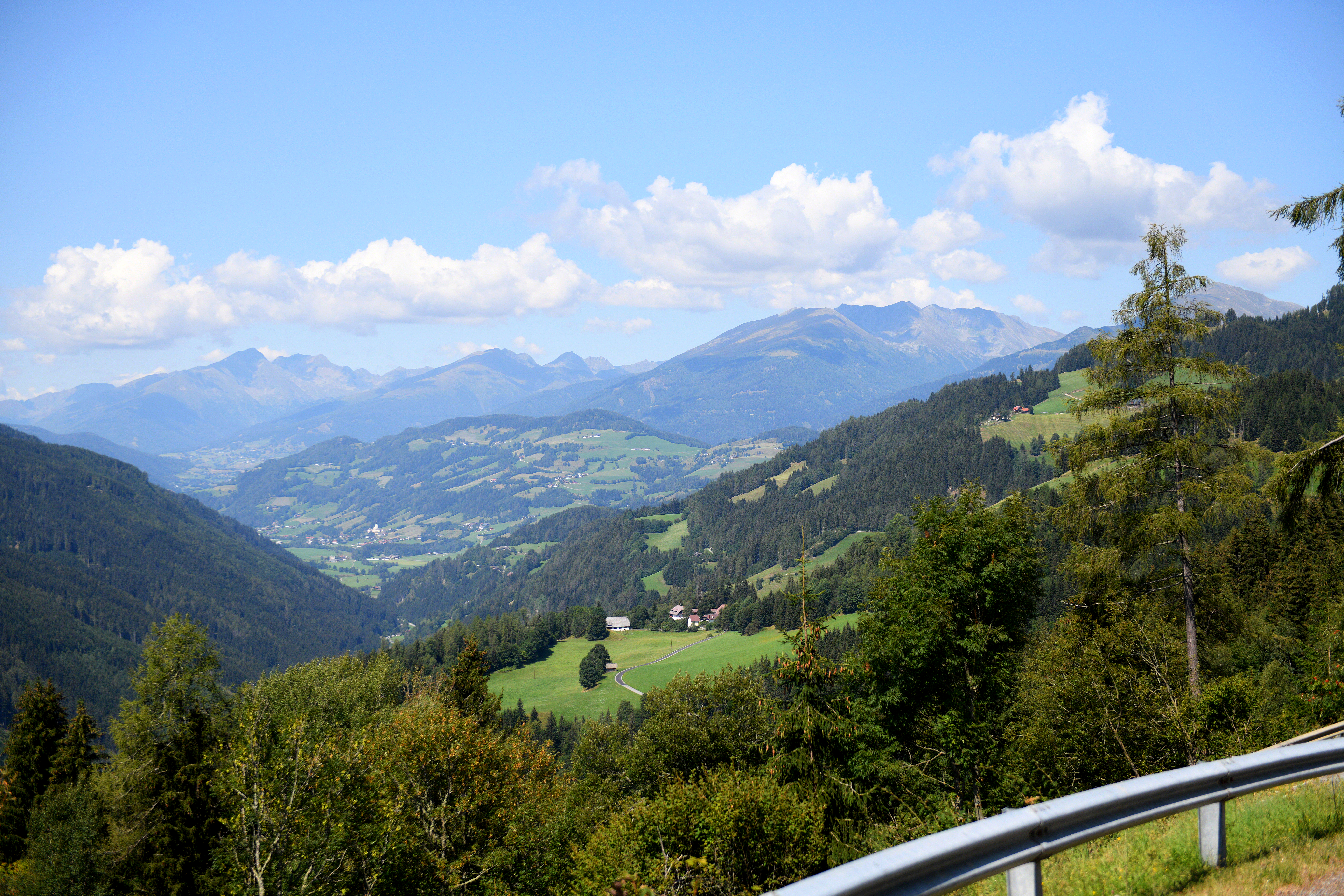
Blick auf Ranten von der Stolzalpe.

## Geografie
Ranten liegt rund zehn Kilometer nordwestlich von Murau. Das Gemeindegebiet umfasst das breite Tal des Rantenbaches. Dieser fließt in 900 Meter über dem Meer. Auf der Sonnseite im Norden liegen ausgedehnte Ackerflächen. Im Süden steigt das Land bewaldet auf fast 1800 Meter an, die höchste Erhebung ist der Trattenkogel mit 1793 Meter.
Die Gemeinde hat eine Fläche von 52,46 Quadratkilometer. Davon sind 32 Prozent landwirtschaftliche Nutzfläche, 63 Prozent sind bewaldet.

### Gemeindegliederung
Das Gemeindegebiet gliedert sich in vier Ortschaften (in Klammern Einwohnerzahl Stand 1. Jänner 2025):
- Freiberg (180)
- Ranten (611)
- Rinegg (138)
- Seebach (186)

Die Gemeinde besteht aus fünf Katastralgemeinden (Stand: 31. Dezember 2023)
- Freiberg (771,31 ha)
- Ranten (652,05 ha)
- Rinegg (1.364,77 ha)
- Seebach (1.592,09 ha)
- Tratten (865,92 ha)

### Nachbargemeinden
Eine der sechs Nachbargemeinden liegt im Salzburger Bezirk Tamsweg (TA).

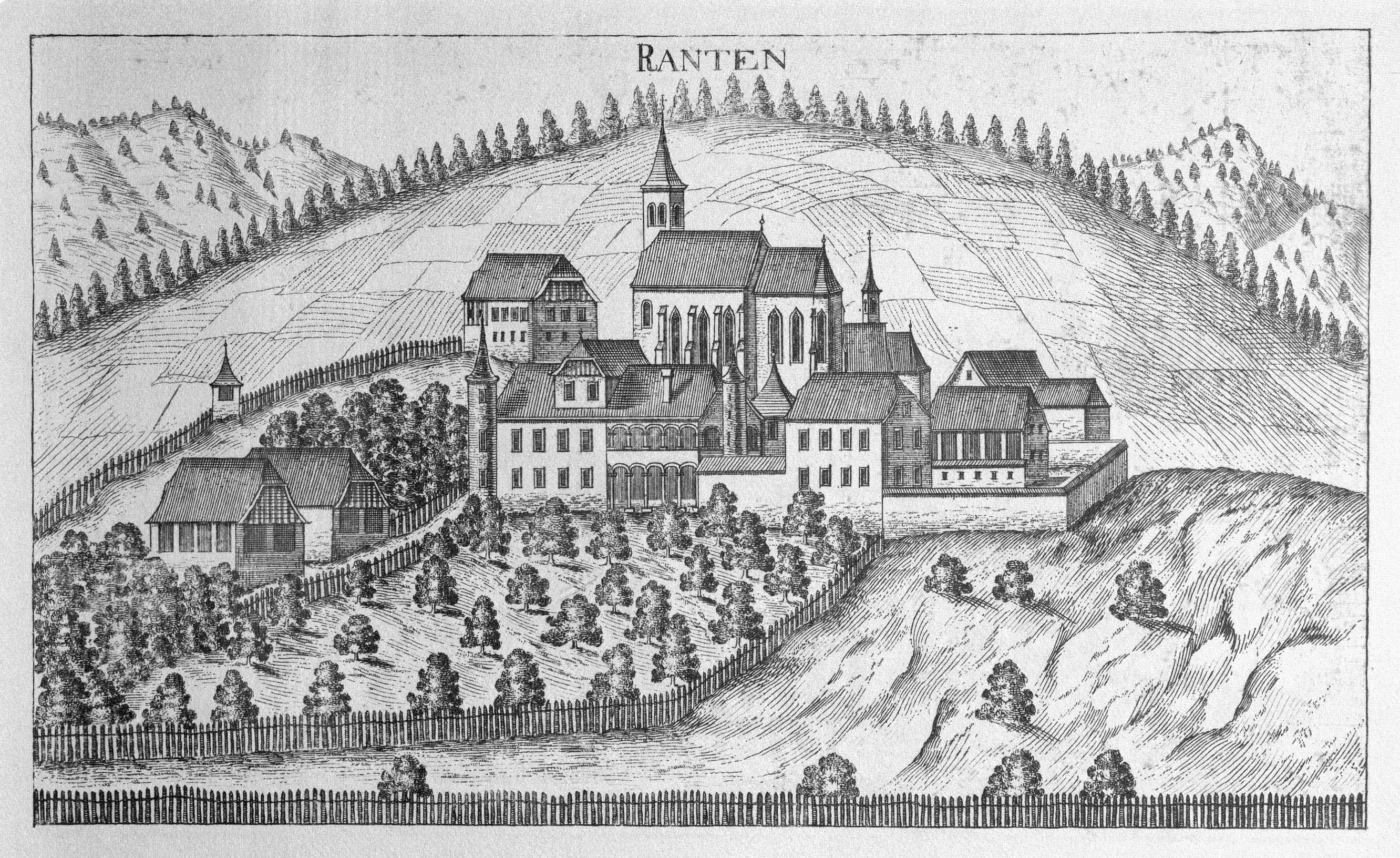
Ranten 1681 (Vischer)

| Krakau       | Schöder                                     | St. Peter am Kammersberg |
| Tamsweg (TA) | Kompassrose, die auf Nachbargemeinden zeigt |                          |
|              | Sankt Georgen am Kreischberg                | Murau                    |

## Geschichte
Das früheste Schriftzeugnis entstand um 1080 und lautet „Radintin“. Der Name geht auf den slawischen Personennamen Radeta zurück.
Ein Freskenzyklus an der Fassade der katholischen Pfarrkirche, der um 1560 bis 1570 entstanden ist, dokumentiert eine typisch evangelisch-lutherische Bildsprache der Reformation, die sich trotz konsequenter Rekatholisierung während der Gegenreformation in der Steiermark halten konnte.
Die politische Gemeinde Ranten wurde 1849/50 errichtet. Diese umfasste die damaligen Katastral- bzw. Steuergemeinden Ranten und Freiberg. 1873 wurde per Gesetz vom 10. Februar Freiberg als eigene Gemeinde abgetrennt.
Mit 1. Jänner 1948 wurden die Gemeinden Ranten und Tratten zwangsweise zur Gemeinde Ranten vereint.
Per 1. Jänner 1965 wurden Freiberg – wieder – und Seebach zu Ranten eingemeindet.

## Kultur und Sehenswürdigkeiten

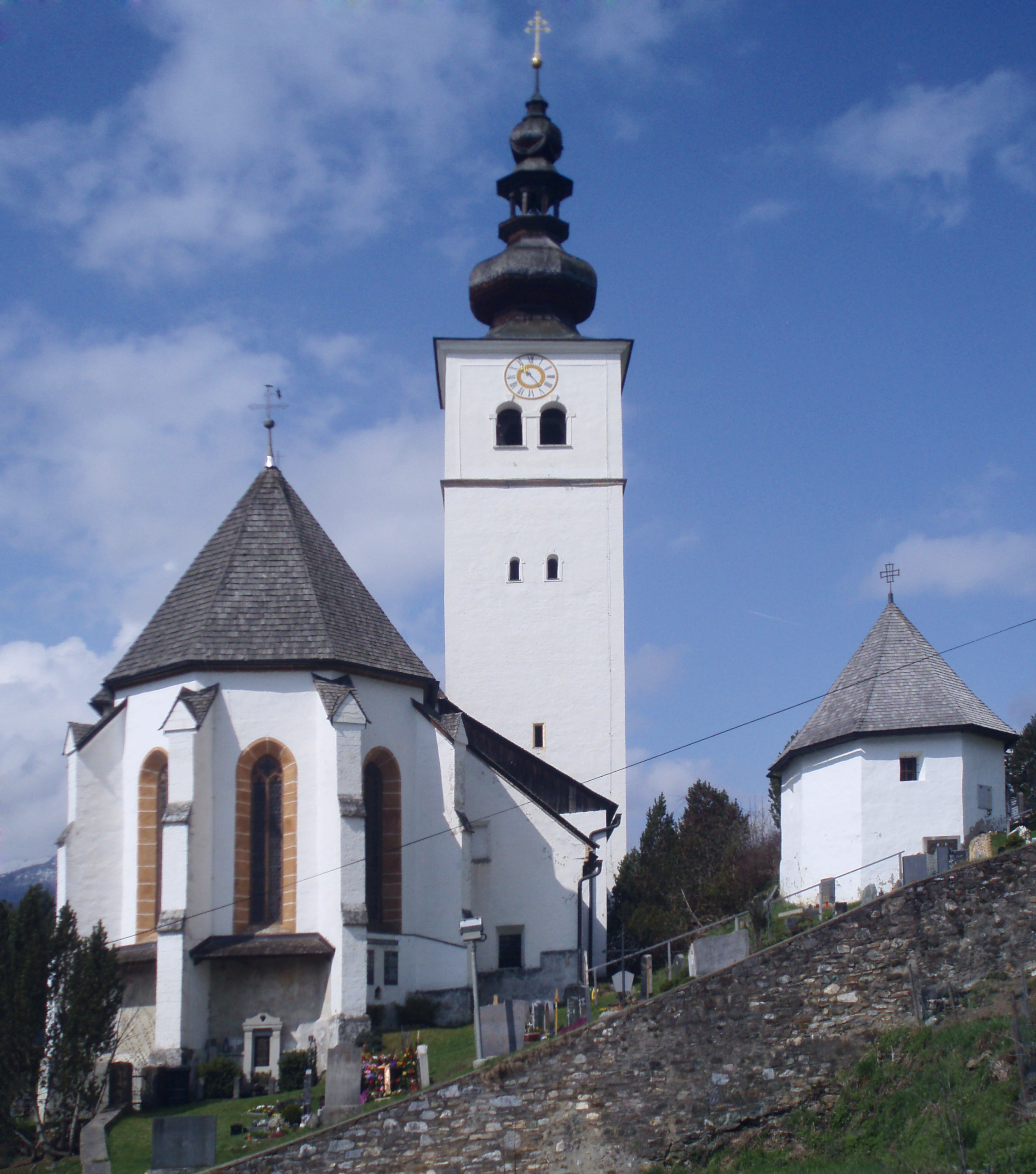
Pfarrkirche Ranten, rechts der Karner

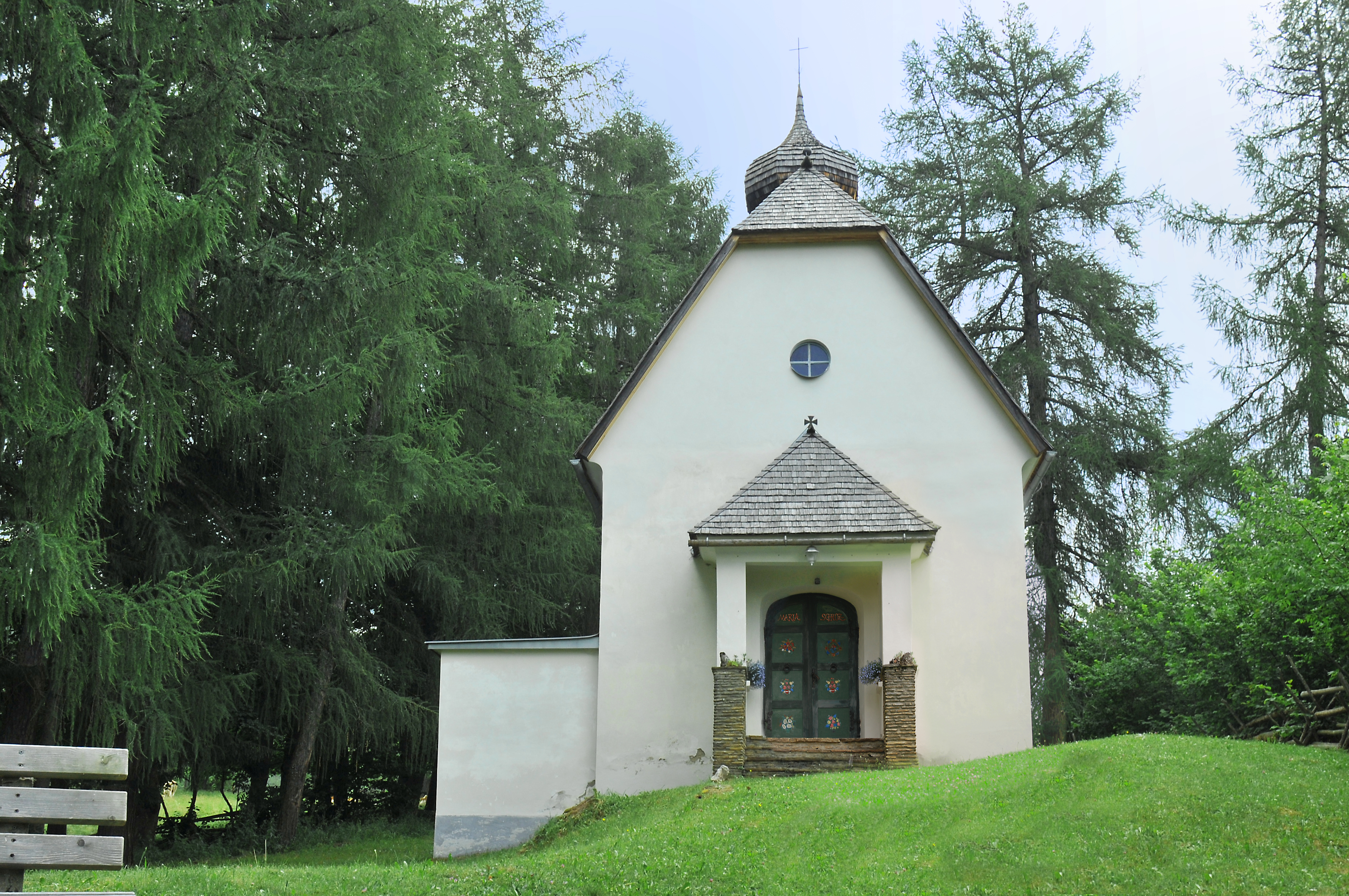
Wallfahrtskirche Maria Schutz in Rinegg.

- Katholische Pfarrkirche Ranten hl. Bartholomäus
- Wallfahrtskirche Maria Schutz in Rinegg

## Wirtschaft und Infrastruktur

### Wirtschaftssektoren
Ranten ist eine landwirtschaftlich geprägte Gemeinde. Der größte Arbeitgeber im Produktionssektor ist die Bauwirtschaft, im Dienstleistungssektor sind dies die sozialen und öffentlichen Dienste.
| Wirtschaftssektor            | Anzahl Betriebe | Anzahl Betriebe | Anzahl Betriebe | Erwerbstätige | Erwerbstätige | Erwerbstätige |
| Wirtschaftssektor            | 2021            | 2011            | 2001            | 2021          | 2011          | 2001          |
| ---------------------------- | --------------- | --------------- | --------------- | ------------- | ------------- | ------------- |
| Land- und Forstwirtschaft 1) | 77              | 98              | 1170            | 90            | 88            | 93            |
| Produktion                   | 8               | 06              | 05              | 43            | 34            | 23            |
| Dienstleistung               | 34              | 31              | 20              | 82            | 71            | 52            |

1) Betriebe mit Fläche in den Jahren 2010 und 1999, Arbeitsstätten im Jahr 2021

### Arbeitsmarkt, Pendeln
Im Jahr 2011 lebten 607 Erwerbstätige in Ranten. Davon arbeiteten 154 in der Gemeinde, drei Viertel pendelten aus.

### Tourismus
Die Gemeinde bildet gemeinsam mit Murau und St. Georgen am Kreischberg den Tourismusverband „Murau-Kreischberg“. Dessen Sitz ist in Murau.
Die Gemeinde zählt jährlich etwa 10.000 Übernachtungen mit einer Spitze im Februar.

## Politik

### Bürgermeister
- 1997–2019 Johann Fritz (ÖVP)
- seit 2019 Franz Kleinferchner (ÖVP)[18]

| Der Gemeinderat hat 15 Mitglieder. - Nach den Gemeinderatswahlen hatte der Gemeinderat folgende Verteilungen: - 2010: 10 ÖVP, 5 SPÖ - 2015: 9 ÖVP, 4 SPÖ und 2 FPÖ Seit den Gemeinderatswahlen in der Steiermark 2020 hat der Gemeinderat folgende Verteilung: 13 ÖVP und 2 SPÖ. | Die zur Anzeige dieser Grafik verwendete Erweiterung wurde dauerhaft deaktiviert. Wir arbeiten aktuell daran, diese und weitere betroffene Grafiken auf ein neues Format umzustellen. (Mehr dazu) |

### Wappen

Wappen der Vorgängergemeinden
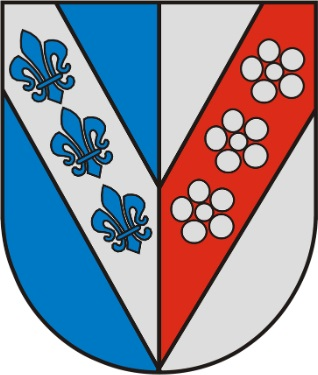
Ranten
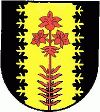
Rinegg

Als Folge der Gemeindezusammenlegung sind die beiden Gemeindewappen seit 2015 nicht mehr gültig. Ein neues Wappen für die Fusionsgemeinde muss von der Steiermärkischen Landesregierung verliehen werden.
Die Verleihung des alten Gemeindewappens von Ranten erfolgte mit Wirkung vom 1. Juli 1980.

Wappenbeschreibung:
„In Blau zu Silber gespaltenem Schild ein gestürzter Sparren von Silber und Rot, der vorne mit drei blauen Lilien, hinten mit drei silbernen Rosen belegt ist.“

## Persönlichkeiten

### Söhne und Töchter der Gemeinde
- Martin Zeiller (1589–1661), Autor
- Eduard Macheiner (1907–1972), Erzbischof der Diözese Salzburg 1969–1972

### Mit der Gemeinde verbundene Persönlichkeiten
- Alois Riegler (1861–1940), Politiker der CS